# Арментарій з Павії
Арментарій (? — 451) — святий єпископ Павії. День пам'яті — 30 січня.
Святий Арментарій (Armentarius) був єпископом Павії, Італія. Під час його єпископства єпархія Павії перейшла під окормлення римської церкви.